# Martial Asselin
Martial Asselin (PC, OC, QC; * 3. Februar 1924 in La Malbaie, Québec; † 25. Januar 2013 in Ville de Québec, Québec) war ein kanadischer Politiker. Von 1958 bis 1962 sowie von 1966 bis 1972 war er progressiv-konservativer Abgeordneter im kanadischen Unterhaus, danach bis 1990 Mitglied des Senats. Schließlich amtierte er bis 1996 als Vizegouverneur der Provinz Québec.

## Leben
Martial Asselin studierte Recht an der Université Laval. 1951 erhielt er die Zulassung als Rechtsanwalt. Neben seiner beruflichen Haupttätigkeit war er auch Rechtsberater der Wirtschaftskammer der Region Charlevoix sowie von 1957 bis 1963 Bürgermeister der Gemeinde La Malbaie. Als Kandidat der Progressiv-konservativen Partei (Tories) trat er zur Unterhauswahl 1958 an und setzte sich im Wahlbezirk Charlevoix mit großem Vorsprung durch.
Zunächst unterstützte Asselin als Hinterbänkler die Bundesregierung von John Diefenbaker. Obwohl er bei der Unterhauswahl 1962 unterlegen war, nahm ihn Diefenbaker im März 1963 als Forstminister auf – in der Hoffnung, dass es ihm gelänge, bei der vorgezogenen Neuwahl seinen Sitz zurückzugewinnen. Die Tories mussten jedoch in die Opposition, während Asselin in seinem Wahlbezirk unterlag und nach nur einem Monat zur Aufgabe seines Ministerpostens gezwungen war.
Bei der Unterhauswahl 1965 zog Asselin wieder für den Wahlbezirk Charlevoix ins Unterhaus ein. Drei Jahre später gelang ihm die Wiederwahl. Premierminister Pierre Trudeau ernannte ihn am 1. September 1972 zum Senator. Dem Oberhaus gehörte er die folgenden 18 Jahre an. Im kurzlebigen Kabinett von Joe Clark war er von Juni 1979 bis März 1980 Staatssekretär für die kanadische Entwicklungshilfebehörde. Zwei Tage nach dem Rücktritt aus dem Senat wurde er von Generalgouverneur Ray Hnatyshyn am 9. August 1990 als Vizegouverneur von Québec vereidigt. Dieses repräsentative Amt übte er bis zum 12. September 1996 aus.